# Artyom Galadzhan
Artyom Sergeyevich Galadzhan (tiếng Nga: Артём Сергеевич Галаджан; sinh ngày 22 tháng 5 năm 1998) là một cầu thủ bóng đá người Nga chơi ở vị trí tiền đạo cho F.K. Lokomotiv Moskva.

## Sự nghiệp câu lạc bộ
Anh có màn ra mắt tại Giải bóng đá ngoại hạng Nga cho F.K. Lokomotiv Moskva vào ngày 26 tháng 11 năm 2016 trong trận đấu với FC Ural Yekaterinburg.

## Quốc tế
Anh đại diện Đội tuyển bóng đá U-17 quốc gia Nga tại Giải vô địch bóng đá U-17 châu Âu 2015.

## Danh hiệu

### Câu lạc bộ
Lokomotiv Moskva
- Giải bóng đá ngoại hạng Nga: 2017–18

## Thống kê sự nghiệp

### Câu lạc bộ
Tính đến 27 tháng 5 năm 2018
| Câu lạc bộ            | Mùa giải    | Giải vô địch                | Giải vô địch | Giải vô địch | Cúp     | Cúp       | Châu lục | Châu lục  | Tổng cộng | Tổng cộng |
| Câu lạc bộ            | Mùa giải    | Hạng đấu                    | Số trận      | Bàn thắng    | Số trận | Bàn thắng | Số trận  | Bàn thắng | Số trận   | Bàn thắng |
| --------------------- | ----------- | --------------------------- | ------------ | ------------ | ------- | --------- | -------- | --------- | --------- | --------- |
| F.K. Lokomotiv Moskva | 2014–15     | Giải bóng đá ngoại hạng Nga | 0            | 0            | 0       | 0         | 0        | 0         | 0         | 0         |
| F.K. Lokomotiv Moskva | 2015–16     | Giải bóng đá ngoại hạng Nga | 0            | 0            | 0       | 0         | 0        | 0         | 0         | 0         |
| F.K. Lokomotiv Moskva | 2016–17     | Giải bóng đá ngoại hạng Nga | 4            | 0            | 0       | 0         | –        | –         | 4         | 0         |
| F.K. Lokomotiv Moskva | 2017–18     | Giải bóng đá ngoại hạng Nga | 2            | 0            | 0       | 0         | 0        | 0         | 2         | 0         |
| F.K. Lokomotiv Moskva | Tổng cộng   | Tổng cộng                   | 6            | 0            | 0       | 0         | 0        | 0         | 6         | 0         |
| FC Kazanka Moskva     | 2017–18     | PFL                         | 16           | 10           | –       | –         | –        | –         | 16        | 10        |
| Career otal           | Career otal | Career otal                 | 22           | 10           | 0       | 0         | 0        | 0         | 21        | 10        |